# Junsen-Klasse
Die Junsen-Klasse (japanisch 巡潜型潜水艦 Junsen-gata sensuikan, deutsch ‚U-Boot-Kreuzer-Typ‘) bezeichnet, war eine Bauserie von U-Boot-Kreuzern der Kaiserlich Japanischen Marine, die im Zweiten Weltkrieg zum Einsatz kamen.

## Allgemeines
Die Boote des Typ Junsen, wurden von der Kaiserlich Japanischen Marine aus den U-Booten der deutschen Marine entwickelt, welche sie nach dem Ende des Ersten Weltkrieges als Reparation erhalten hatte. Sie waren für unabhängige Operationen bzw. zur Langstreckenaufklärung für die Schlachtflotte vorgesehen. Um dies zu erreichen, besaßen sie eine Seeausdauer von 60 Tagen, kombiniert mit hoher Oberflächengeschwindigkeit und sehr großer Reichweite.

## Liste der Boote
| Name                           | Bauwerft                  | Kiellegung                | Stapellauf                | Indienststellung          | Verbleib                                                                                                |                           |
| Typ Junsen 1 (I-1-Klasse)      | Typ Junsen 1 (I-1-Klasse) | Typ Junsen 1 (I-1-Klasse) | Typ Junsen 1 (I-1-Klasse) | Typ Junsen 1 (I-1-Klasse) | Typ Junsen 1 (I-1-Klasse)                                                                               | Typ Junsen 1 (I-1-Klasse) |
| ------------------------------ | ------------------------- | ------------------------- | ------------------------- | ------------------------- | --- | ------------------------- |
| I-1                            | Kawasaki, Kōbe            | 12. März 1923             | 15. Oktober 1924          | 10. März 1926             | versenkt am 29. Januar 1943 durch neuseeländi. Minensuchboote HMNZS Moa und HMNZS Kiwi, bei Guadalcanal |                           |
| I-2                            | Kawasaki, Kōbe            | 6. August 1923            | 23. Februar 1925          | 24. Juli 1926             | versenkt am 7. April 1944 durch amerik. Zerstörer Saufley, nördlich von Rabaul                          |                           |
| I-3                            | Kawasaki, Kōbe            | 1. November 1924          | 8. Juni 1925              | 30. November 1926         | versenkt am 9. Dezember 1942 durch amerik. PT-Schnellboot USS PT-59, bei der Kamimbo Bay (Guadalcanal)  |                           |
| I-4                            | Kawasaki, Kōbe            | 17. April 1926            | 22. Mai 1928              | 24. Dezember 1929         | versenkt am 20. Dezember 1942 durch amerik. U-Boot USS Seadragon, südöstlich von Rabaul                 |                           |
| Typ Junsen 1 Mod. (I-5-Klasse) |                           |                           |                           |                           | |                           |
| I-5                            | Kawasaki, Kōbe            | 30. Oktober 1929          | 19. Juni 1931             | 31. Juli 1932             | versenkt am 19. Juli 1944 durch amerik. Geleitzerstörer USS Wyman, östlich von Saipan                   |                           |
| Typ Junsen 2 (I-6-Klasse)      |                           |                           |                           |                           | |                           |
| I-6                            | Kawasaki, Kōbe            | 10. Oktober 1932          | 31. März 1934             | 15. Mai 1935              | Nach dem 30. Juni 1944 durch Unfall oder Feindeinwirkung verlorengegangen                               |                           |
| Typ Junsen 3 (I-7-Klasse)      |                           |                           |                           |                           | |                           |
| I-7                            | Marinewerft Kure          | 12. September 1934        | 3. Juli 1935              | 31. März 1937             | versenkt am 21. Juni 1943 durch amerik. Zerstörer USS Monaghan, bei Kiska Island                        |                           |
| I-8                            | Kawasaki, Kōbe            | 11. Oktober 1934          | 20. Juli 1937             | 5. Dezember 1938          | versenkt am 31. März 1945 durch amerik. Zerstörer USS Stockton, südöstlich von Okinawa                  |                           |